# شارون مارشال
شارون مارشال (بالإنجليزية: Sharon Marshall)‏ هي مقدمة تلفزيونية بريطانية، ولدت في 21 سبتمبر 1971.

## وصلات خارجية
- شارون مارشال على موقع IMDb (الإنجليزية)